# Арініш
Арініш (рум. Ariniș) — село у повіті Марамуреш в Румунії. Адміністративний центр комуни Арініш.
Село розташоване на відстані 406 км на північний захід від Бухареста, 32 км на південний захід від Бая-Маре, 85 км на північ від Клуж-Напоки.

## Населення
За даними перепису населення 2002 року у селі проживали 697 осіб.
Національний склад населення села:
| Національність | Кількість осіб | Відсоток |
| -------------- | -------------- | -------- |
| румуни         | 567            | 81,3%    |
| угорці         | 130            | 18,7%    |

Рідною мовою назвали:
| Мова      | Кількість осіб | Відсоток |
| --------- | -------------- | -------- |
| румунська | 567            | 81,3%    |
| угорська  | 130            | 18,7%    |